# 1807 год в музыке

## Произведения
- Людвиг ван Бетховен — месса До мажор[1].
- Джон Эндрю Стивенсон — Ирландские мелодии на стихи Томаса Мура.
- Гаспаре Спонтини — опера «Весталка» (итал. La Vestale).

## Родились
- 16 ноября — Франсуа Жорж-Айнль, (фр. François George Hainl), французский дирижёр.
- 30 августа — Эрнесто Каваллини, (итал. Ernesto Cavallini), итальянский кларнетист и педагог.
- 21 октября — Наполеон Анри Ребер, (фр. Napoléon Henri Reber), французский композитор.
- дата неизвестна:
  - Николай Иванович Бахметев, русский композитор и скрипач.
  - Юлиус Кнорр, (нем. Julius Knorr), немецкий пианист и музыкальный педагог.

## Скончались
- 15 августа — Авдотья Михайловна Михайлова, русская актриса и оперная певица, сопрано.
- дата неизвестна — Джованни Антонио Марки (итал. Giovanni Antonio Marchi), итальянский мастер музыкальных инструментов.